# Cal Ferrer (Gratallops)
Cal Ferrer és una obra de Gratallops (Priorat) inclosa a l'Inventari del Patrimoni Arquitectònic de Catalunya.

## Descripció
Edifici de planta aproximadament rectangular, bastit de maçoneria arrebossada i pintada, de planta baixa, pis i golfes, i cobert per una teulada a un vessant. L'únic element a destacar el constitueix la portalada, de pedra, en arc rebaixat i amb bonic element decoratiu, amb la data 1811.

## Història
La construcció procedeix de l'engrandiment i millora d'un anterior, aixecat als límits del poble del segle xvii. A l'aixecament del temple parroquial al darrer terç del segle xviii, el sector quedà dignificat, i entre d'altres construccions es feu la de referència. Els anys 70 fou reformat, i darrerament s'hi afegí la porta de ferro i vidre que desmereix el conjunt.